# استیل (میزوری)
استیل (به انگلیسی: Steele) یک شهر در ایالات متحده آمریکا است که در شهرستان پمیسکات، میزوری واقع شده‌است. استیل ۴٫۸۴ کیلومتر مربع مساحت و ۲٬۱۷۲ نفر جمعیت دارد و ۸۰ متر بالاتر از سطح دریا واقع شده‌است.